# Kikinda
Kikinda (en ciríl·lic serbi: Кикинда, és un municipi de Sèrbia, dins la província autònoma de Vojvodina. El municipi té 59.453 habitants (2011).
La ciutat moderna va ser fundada en el segle xviii. Des de 1774 a 1874 Kikinda va ser la seu del Districte de Velika Kikinda, la unitat administrativa autònoma de la Monarquia Habsburg. El 1893 Kikinda va obtenir l'estatus de ciutat. El 1918 la ciutat va esdevenir part del Regne de Sèrbia (i Regne dels Serbis, Croats i Eslovens). Kikinda va ser un centre econòmic i industrial important de Sèrbia i Iugoslàvia fins a la dècada de 1990. Actualment, la indústria de Kikinda està en el mig d'un procés econòmic de transició.
El 1996, les restes ben conservades d'un mamut de 500.000 anys es van trobar en el límit de la ciutat. Es va anomenar "Kika" a aquest mamut i va esdevenir un dels símbols de la ciutat. Actualment s'exhibeix al Museu Nacional de Kikinda.
Fins a 1947 la ciutat tenia le nom serbi de Velika Kikinda (Велика Кикинда).

## Clima
El clima de la ciutat segons la classificació de Köppen és "Cfb": temperat mesotèrmic oceànic. La temperatura mitjana anual és d'11,6 °C amb zero de mitjana al gener i 22 °C de mitjana al juliol. La pluviometria és de 562 litres

### Ciutats agermanades
| - Narvik, Noruega - Nazareth Illit, Israel - Bihać, Bòsnia i Hercegovina - Prijedor, Bòsnia i Hercegovina - Reşiţa, Romania | - Jimbolia, Romania - Medgidia, Romania - Kiskunfélegyháza, Hongria - Kondoros, Hongria - Nagydobos, Hongria | - Szolnok, Hongria - Žilina, Eslovàquia - Silistra, Bulgària - Schwerte, Alemanya |